# Гавоти, Бернар
Бернар Гавоти (фр. Bernard Gavoty; 2 апреля 1908, Париж, Франция — 24 октября 1981, там же) — французский музыковед
, музыкальный критик, органист, предприниматель. Член Академии изящных искусств Франции (1975).

## Биография
Родился в семье Раймона Гавоти, депутата департамента Вар, французского винодела, выходца из Прованса, унаследовал семейный бизнес и некоторое время им руководил.
Учился музыке в Парижской консерватории у Луи Вьерна и Марселя Дюпре. Кроме того изучал литературу и философию в Сорбонне.
С 1942 по 1980 год был органистом собора Святого Людовика парижского Дома инвалидов. Выступал с концертами органной музыки, дал около пятисот концертов во Франции и за рубежом.
С 1945 года работал музыкальным критиком в газете Le Figaro, сотрудничал также во многих других французских и иностранных периодических изданиях. Выступал также как комментатор и ведущий музыкальных радио- и телевизионных программ.
Участвовал в создании нескольких фильмов о великих исполнителях, в том числе о А. Рубинштейне, И. Менухине и Ростроповиче. В 1943 году написал свою первую книгу — «Луи Вьерн, музыкант из Нотр-Дама». Автор сборника статей, публиковавшихся им в «Фигаро» в 1945—1981 годах, вышедшего в 1990 году в Париже с предисловием М. Ростроповича.
Основатель и видный деятель массовой музыкально-просветительской организации «Музыкальная молодежь Франции» (Jeunesses Musicales de France).

## Избранная библиография
- Louis Vierne : La vie et l'œuvre, Paris, Albin Michel, 1943 ;
- Jehan Alain, musicien français, Paris, Albin Michel, 1945 ;
- Les Français sont-ils musiciens ?, 1950;
- Deux capitales romantiques : Vienne Paris, Société française de diffusion musicale et artistique,1953;
- Pour ou contre la musique nouvelle ?, with François Lesure, Flammarion
- Carl Schuricht, Geneva, series Les grands interprètes, René Kister, 1954;
- Edwin Fischer, Geneva, series Les grands interprètes, René Kister, 1954;
- Walter Gieseking, Geneva, series Les grands interprètes, René Kister, 1954 ;
- Wilhelm Kempff, Geneva, series Les grands interprètes, René Kister, 1954;
- Roberto Benzi, Geneva, series Les grands interprètes, René Kister, 1954;
- Alfred Cortot, Geneva, series Les grands interprètes, René Kister, 1955;
- Pablo Casals, Geneva, series Les grands interprètes, René Kister, 1955;
- André Cluytens, Geneva, series Les grands interprètes, René Kister, 1955;
- Yehudi Menuhin et Georges Enesco , Geneva, series Les grands interprètes, René Kister, 1955;
- Arthur Rubinstein, Geneva, series Les grands interprètes, René Kister, 1955;
- Samson François, Geneva, series Les grands interprètes, René Kister, 1956;
- Wanda Landowska, Geneva, series Les grands interprètes, René Kister, 1956;
- Victoria de los Ángeles, Geneva, series Les grands interprètes, René Kister, 1956 ;
- Nathan Milstein, Geneva, series Les grands interprètes, René Kister, 1956;
- Bruno Walter Geneva, series Les grands interprètes, René Kister, 1956;
- Witold Malcuzynski, Geneva, series Les grands interprètes, René Kister, 1957 ;
- Elisabeth Schwarzkopf, Geneva, series Les grands interprètes, René Kister, 1957 ;
- La Musique adoucit les mœurs ?, Paris, Gallimard, 1959;
- Chopin amoureux, La Palatine, 1960;
- Dix grands musiciens, Gautier-Languereau, 1962;
- Vingt grands interprètes, Lausanne, Rencontres, 1966;
- Lettre d’Alexis Weissenberg à Bernard Gavoty, 1966;
- L’Arme à gauche, Beauchesne, 1971;
- Chopin, Paris, Grasset, 1974;
- Alfred Cortot, Paris, series Musique, Buchet/Chastel, 1977;
- Anicroches, Paris, series Musique ", Buchet/Chastel, 1979;
- Liszt, le virtuose, Paris, Julliard, 1980;
- Les souvenirs de Georges Enesco, Kryos, 2006;